# Gary Holt
Gary Wayne Holt, född 4 maj 1964 i Richmond, Kalifornien, USA, är en amerikansk gitarrist. 
Han är sedan 1981 medlem i Exodus. 2011 hoppade han in för Jeff Hanneman i Slayer och blev permanent medlem efter dennes död 2013.

## Diskografi
Exodus
- 1982 1982 Demo
- 1985 Bonded by Blood
- 1987 Pleasures of the Flesh
- 1989 Fabulous Disaster
- 1990 Impact is Imminent
- 1991 Good Friendly Violent Fun
- 1992 Lessons in Violence
- 1992 Force of Habit
- 1997 Another Lesson in Violence
- 2004 Tempo of the Damned
- 2005 Shovel Headed Kill Machine
- 2007 The Atrocity Exhibition... Exhibit A
- 2008 Let There Be Blood
- 2010 Exhibit B: The Human Condition
- 2014 Blood In, Blood Out

Slayer
- 2015 – Repentless

Asylum
- 1990	Asylum (demo)

Destruction
- 2008	D.E.V.O.L.U.T.I.O.N.

Heathen
- 2009	The Evolution of Chaos

Hypocrisy
- 2005	Virus

Laughing Dead
- 1990	Demo 1990

Metal Allegiance
- 2015—Metal Allegiance [Gift of Pain]

Panic
- 1991 Epidemic

Tantara
- 2012 Based on Evil

Under
- 1998	Under (EP)

Warbringer
- 2009 Waking into Nightmares

Witchery
- 2010	Witchkrieg

### Webbkällor
- Gary Holt på Encyclopaedia Metallum: The Metal Archives